# Tomasz Tadeusz Koncewicz
Tomasz Tadeusz Koncewicz – polski prawnik, adwokat, doktor habilitowany nauk prawnych, 
profesor nadzwyczajny Uniwersytetu Gdańskiego, specjalista w zakresie prawa międzynarodowego publicznego i prawa Unii Europejskiej.

## Życiorys
Odbył studia prawnicze na Wydziale Prawa, Administracji i Ekonomii Uniwersytetu Wrocławskiego i na Uniwersytecie Edynburskim. Zakończył je w 1999. W 2005 na Wydziale Prawa, Administracji i Ekonomii UWr na podstawie rozprawy pt. Zasada jurysdykcji powierzonej Trybunału Sprawiedliwości Wspólnot Europejskich napisanej pod kierunkiem Krzysztofa Wójtowicza otrzymał stopień naukowy doktora nauk prawnych w zakresie prawa, specjalność: prawo. W 2011 na Wydziale Prawa i Administracji Uniwersytetu Gdańskiego na podstawie dorobku naukowego oraz rozprawy pt. Aksjologia unijnego kodeksu proceduralnego uzyskał stopień doktora habilitowanego nauk prawnych w zakresie prawa, specjalność: prawo. Został profesorem nadzwyczajnym Uniwersytetu Gdańskiego, gdzie pełni funkcję kierownika Katedry Prawa Europejskiego i Komparatystyki Prawniczej. Wykonuje zawód adwokata.
W l. 2015-16 stypendysta Fulbrighta na University of California-Berkeley. W sierpniu 2017 został członkiem rady programowej Archiwum im. Wiktora Osiatyńskiego, które jest „obywatelskim centrum analiz prawnych oraz społecznością ludzi zaangażowanych w budowanie Polski praworządnej, w której władza działa w granicach prawa, dla dobra publicznego, przestrzegając praw i wolności obywatelskich oraz zobowiązań międzynarodowych”.